# 아이패드 미니 (7세대)
아이패드 미니(iPad mini)는 애플에서 개발 및 마케팅한 태블릿 컴퓨터이다. 2024년 10월 15일에 발표되었으며 2024년 10월 23일에 출시되었다. 이전 모델인 아이패드 미니 (6세대)는 같은 날 단종되었다. 스페이스 그레이, 스타라이트, 블루, 퍼플의 4가지 색상으로 출시된다.
아이패드 미니 7세대는 아이패드 미니 6세대와 동일한 디자인을 공유하지만 업그레이드된 프로세서, 향상된 연결 기능, 애플 펜슬 프로 지원이 특징이다.

## 특징
아이패드 미니 7세대는 애플이 이전 모델에 비해 30% 더 빠른 CPU와 25% 더 빠른 GPU를 제공한다고 주장하는 A17 Pro 칩으로 구동되며, 뉴럴 엔진은 두 배 더 빠르다. 이 모델은 인공 지능과 관련된 미래의 애플 인텔리전스 기능을 지원하는 것으로 자리 매김했다. 기본 모델은 이제 이전 세대의 64 GB에서 128 GB로 용량이 늘어났다. 또한 이 기기는 업그레이드된 Wi-Fi 6E 기능과 더 빠른 USB-C 포트를 갖추고 있다.

## 액세서리
아이패드 미니 7세대는 애플 펜슬 (프로 및 USB-C)과 호환된다. 작은 폼팩터로 인해 Magic Keyboard for iPad 또는 Smart Keyboard Folio와는 호환되지 않는다.